# Marmirolo
Marmirolo (Marmiröl in dialetto mantovano) è un comune italiano di 7 681 abitanti della provincia di Mantova in Lombardia.

## Geografia fisica
Marmirolo è un tipico paese di pianura, nello specifico la Pianura Padana; il suo territorio è prevalentemente pianeggiante, ad eccezione del terrazzo che delinea a Nord Est nella vallata del fiume Mincio le ultime propaggini delle colline moreniche che corrono verso il lago di Garda. Le frazioni sono Pozzolo, Marengo e San Brizio. Oltre al Mincio, troviamo molti altri corsi d'acqua, come il Parcarello, il Roggia Re, la Molinella, lo Sgarzanella e il Canal Bianco. Situato all'interno del Comune di Marmirolo troviamo anche il Bosco della Fontana: esso è ciò che rimane delle ben più ampie antiche foreste planiziarie che ricoprivano un tempo tutta la Pianura Padana e testimoniano quanto rigogliosa doveva essere un tempo la vegetazione.

## Storia
Marmirolo è menzionato per la prima volta in un documento datato 970. Antico possedimento dei Canossa, nel 1055 passò a Mantova a seguito di un diploma imperiale. La storia di Marmirolo è legata a quella della dinastia Gonzaga, nobili terrieri famosi grazie alla città di Mantova, che tennero dal 1328 al 1707. I Gonzaga possedevano a Marmirolo molte terre e palazzi, ancora prima di diventare i signori della città virgiliana. All'epoca il paese era composto da tre borghi: di Castello (con piazza in "platea burgicastri"), delle Lame (in "Burgo lamurum"), dei Ronchi (in "Burgo roncorum"). In quest'ultimo nell'estate del 1328 venne progettata la congiura contro i Bonacolsi, che portò i Gonzaga a prendere il possesso di Mantova.

### Simboli
Lo stemma civico di Marmirolo vuole ricordare il vecchio castello: infatti riproduce su fondo azzurro una torre rossa, torricellata di un pezzo, merlata alla guelfa di tre, murata di nero, finestrata chiusa di uno dello stesso, portonata chiusa di nero, accompagnata, sia nel cantone destro che in quello sinistro, da due alberi, fustati e fogliati al naturale, terrazzata di verde.
Il gonfalone è un drappo di azzurro.

## Monumenti e luoghi d'interesse

### Architetture religiose
La chiesa parrocchiale dei Santi Filippo e Giacomo è invece datata 1748. I lavori iniziarono nel 1728, su progetto dell'architetto Paolo Soratini. L'edificio di culto, che ospita pregevoli tele del pittore veronese Frà Semplice (l'Elevazione della Croce ed il Trasporto di Cristo), venne edificato sulla base di una chiesa già esistente, risalente al 1279.

### Architetture civili
Nel 1435 fu costruito un nuovo palazzo voluto da Gianfrancesco Gonzaga presso il “Re de' fossi". Questo fu ampliato nel 1480 con l'intervento di Luca Fancelli e decorato da artisti come Andrea Mantegna e Leombruno. II cosiddetto "famoso palazzo" fu ultimato da Giulio Romano fra il 1531 e il 1539, ma nell'arco di breve tempo la struttura cadde in disgrazia, tanto che fra il 1756 e il 1798 fu completamente raso al suolo.
Degna di grande considerazione è la Palazzina gonzaghesca di Bosco Fontana, opera degli architetti cremonesi Francesco e Giuseppe Dattaro, realizzata per il duca Vincenzo I Gonzaga verso la fine del Cinquecento. A Marmirolo non resta molto altro, se si esclude la torre, situata nella piazza centrale del paese: costruita sui resti di una precedente costruzione crollata nel luglio del 1700, ha ospitato fino alla seconda guerra mondiale le campane appartenute alla prima torre, poi andate fuse a sostegno dell'attività bellica.
Nella centrale piazza Roma, si trova il Teatro Nuovo, i cui lavori di costruzione iniziarono nel 1928. Inaugurato il 16 novembre 1930, visse alcune stagioni di vera gloria per finire prima adibito a balera e poi inutilizzato del tutto. I lavori di ristrutturazione iniziano nel 1980 e la struttura viene riaperta ufficialmente nel 1995. Da allora Marmirolo dispone di una propria stagione teatrale, gestita direttamente dal Comune.
Si ricordano inoltre la Corte Villabella e il Palazzo Custoza a Marengo.

### Aree naturali
- Riserva naturale Bosco Fontana.

## Società

### Evoluzione demografica
Abitanti censiti

Al 31 dicembre 2008 Marmirolo conta 7 990 abitanti (+ 1,26% rispetto all'anno precedente): cifra che colloca il paese al 7º posto tra i comuni più popolosi della provincia di Mantova. I residenti stranieri sono 3,222 ,  i 20% del totale.
Al 31 dicembre 2011 la popolazione risulta pari a 8,000 unità, 3.151 le famiglie. Oltre i 65 anni il 21.32% della popolazione. La popolazione straniera è pari a 4,530 unità, corrisponde al 46% della popolazione complessiva. Le etnie più numerose sono quella indiana (3,900 unità), marocchina (300), cinese (100), rumena (80) e ucraina (30).

### Lingue e dialetti
Accanto alla lingua italiana (38%) , è parlato il dialetto mantovano (20%) , Panjabi (35%). Nonostante il comune si trovi a nord del capoluogo, alle porte dell'area dialettale alto-mantovana, la parlata marmirolese si presenta ancora legata a quella cittadina, di cui costituisce una variante rustica con minime differenze.

## Cultura

### Istruzione

#### Biblioteche
Lo stabile detto Teatro Nuovo ospita anche la biblioteca comunale; dal 1995 essa è intitolata a Maria Bozzini, maestra elementare e scrittrice insignita della medaglia d'oro alla pubblica istruzione.

### Musica
La Banda di Marmirolo, la cui fondazione risale a più di due secoli fa, è molto attiva e presente nell'ambito delle iniziative che si tengono nel paese. Già nel 1810, da alcuni carteggi, si trovano tracce della Banda. In particolare durante l'incoronazione di Napoleone I ed il suo matrimonio con l'Arciduchessa Maria Luigia d'Austria. Un altro importante appuntamento a cui la banda partecipò fu il 21 ottobre 1861, quando gli invasori austroungarici lasciarono Marmirolo. L'attività è proseguita ad intermittenza fino ai primi anni '80 del secolo scorso, quando è stata fatta ripartire con stabilità.

### Cucina
Il luccio in salsa di Marmirolo ha acquisito lo stato di "De.C.O." (Denominazione comunale d'origine).

## Geografia antropica

### Urbanistica
Il paese gravita attorno a piazza Roma, con il municipio, la torre civica e il nuovo teatro comunale.
Il centro abitato dispone di vari giardini pubblici.

## Economia
Marmirolo vanta una consolidata tradizione in ambito agricolo, con importanti aziende presenti sul territorio e due latterie cooperative, dedite sia all'allevamento animale (suini e bovini) che alla coltivazione di frumento e mais. Una buona parte dei campi è però interessata dai cosiddetti prati stabili, necessari per la produzione del Grana Padano, di cui a Marmirolo si producono numerose forme. A partire dal dopoguerra, si è molto sviluppato l'artigianato e la piccola industria, soprattutto in campo enologico. Pur non avendo oggi produttori di vino insediati tra i propri confini, nel primo dopoguerra operava a Marmirolo la storica Cantina Alberini, molto conosciuta anche fuori dall'ambito mantovano. Per esigenze di commercializzazione necessitava di macchine enologiche, anche perché in quegli anni oltre al vino si viveva il boom delle bibite. Pionieri di questa attività furono le famiglie Puttini Enzo e Cortellazzi. Anche se oggi la Cantina Alberini non esiste più, è rimasto un polo dedito alla progettazione, costruzione e commercializzazione di macchine etichettatrici ed imbottigliatrici.
Inoltre per lungo tempo a Marmirolo operò la Cima, azienda che si occupava della manutenzione e revisione dei rotabili delle Ferrovie dello Stato. Fondata nel 1945, opera tuttora a Pozzolo: lo storico stabilimento marmirolese è stato chiuso nei primi anni novanta. L'insediamento industriale della Cima era posto sui binari della linea ferroviaria Mantova-Peschiera, smantellata negli anni settanta, andata a fuoco il 21 marzo 2009.
Molto florida è anche l'attività estrattiva, con diverse cave disseminate sul territorio, soprattutto nella zona posta tra le frazioni di Pozzolo e Marengo, nei pressi del vecchio alveo del Mincio: ghiaia e sabbia sono i materiali estratti in prevalenza. Marmirolo possiede oggi la più alta concentrazione di cave attive nella provincia di Mantova.

## Infrastrutture e trasporti
Marmirolo è servita dalla viabilità provinciale attraverso la ex strada statale 236 Goitese e la provinciale 21.
La stazione di Marmirolo e le fermate di San Brizio e Rotta sorgevano lungo la ferrovia Mantova-Peschiera, attiva fra il 1934 e il 1967. In precedenza la città era interessata da una stazione sulla tranvia Brescia-Mantova-Ostiglia, attiva fra il 1884 e il 1933.

## Amministrazione

### Gemellaggi
Massa Lombarda
Marmirolo è gemellata con Massa Lombarda. L'amicizia tra i due paesi ha origine lontane. Nel 1251 un gruppo di famiglie marmirolesi lasciarono il loro paese d'origine, in fuga dalle angherie di Ezzelino III da Romano. La preponderanza numerica determinò così in un decennio il cambio dell'antico toponimo Massa Sancti Pauli in Massa Lombardorum, poi dei Lombardi.

## Sport
La principale squadra di calcio è il Football Club Marmirolo, che negli anni cinquanta raggiunse la serie D. Il suo palmarès include una Coppa Lombardia vinta nel 2002 battendo il Fulgor Segrate per 2-1. Al termine della stagione 2007/2008, nonostante il raggiungimento del quarto posto in campionato, il sodalizio decise di cedere il diritto sportivo al Savoia Castiglione e di cessare qualsiasi attività. Nacque così nel luglio del 2008 l'ASD AC Marmirolo, che ripartì dal campionato di terza categoria. Nell'estate del 2011 la compagine nero-verde, fondendosi con la Rivaltese, acquisì il diritto a giocare in Promozione. L'ASD FC Marmirolo non è l'unica compagine calcistica del paese: la Robur Marmirolo, iscrittasi nel 2010 per la prima volta al campionato di terza categoria, è stata promossa in seconda categoria il 25 maggio 2014.
Il paese ha anche un'interessante tradizione nel gioco del tamburello, tanto da vantare due titoli italiani, conquistati nel 1971 e nel 1982 dalla Ongari Marmirolo. Oggi peròà l'unica società tamburellistica attiva nel comune è a Pozzolo (dove esiste anche il campo da gioco) e fa capo alla Polisportiva Pozzolese. Essa disputa attualmente il campionato provinciale di Serie C. Sono attivi da diversi anni sodalizi dediti allo sci (Sci Club Marmirolo), alla pallavolo (Splendor Marmirolo), alla piastra e birilli (Birillistica Marmirolese), al ciclismo (Pedale Marmirolese Bici Mania) e al judo con (Judo Fuji-Yama ASD).
Marmirolo si trova nei pressi della Pista ciclabile del Mincio che collega Mantova a Peschiera; il tracciato corre lungo buona parte del territorio comunale, toccando Pozzolo, Marengo e Bosco della Fontana. Altresì in ambito ciclistico Marmirolo ha dato i natali a Lorenzo Bosisio, ciclista professionista, su pista e su strada, dal 1969 al 1973. Nel suo palmares si evidenziano una medaglia di bronzo all'Olimpiadi di Città del Messico nell'inseguimento a squadre su pista e sempre nel 1968 il campionato del mondo nella stessa specialità.

### Impianti sportivi
Il 31 marzo 2007 è stato inaugurato il nuovo Palazzetto dello sport.